# Anacroneuria chaima
Anacroneuria chaima és una espècie d'insecte plecòpter pertanyent a la família dels pèrlids.

## Descripció
- Els adults tenen les potes de color groc, el cap i el pronot castany, els palps negrosos i les ales tenyides de marró amb la nervadura també marró.
- Les ales anteriors del mascle fan 8 mm de llargària.
- La femella no ha estat descrita.[5]

## Hàbitat
En el seu estadi immadur és aquàtic i viu a l'aigua dolça, mentre que com a adult és terrestre i volador.

## Distribució geogràfica
Es troba a Sud-amèrica: Veneçuela.